# Campeonato del Mundo de MotoE
El Campeonato del Mundo de MotoE (anteriormente conocido como Copa Mundial de MotoE, o simplemente MotoE) es una competición de motociclismo de velocidad organizada por la Federación Internacional de Motociclismo y Enel, que se disputa con motos eléctricas. Su temporada inaugural data del año 2019, donde fueron principalmente carreras de soporte para MotoGP, pero no fue hasta el año 2023 en el que pasó a formar parte del Campeonato Mundial de Motociclismo de forma oficial, junto con MotoGP, Moto2 y Moto3.

## Características

### Energica Ego

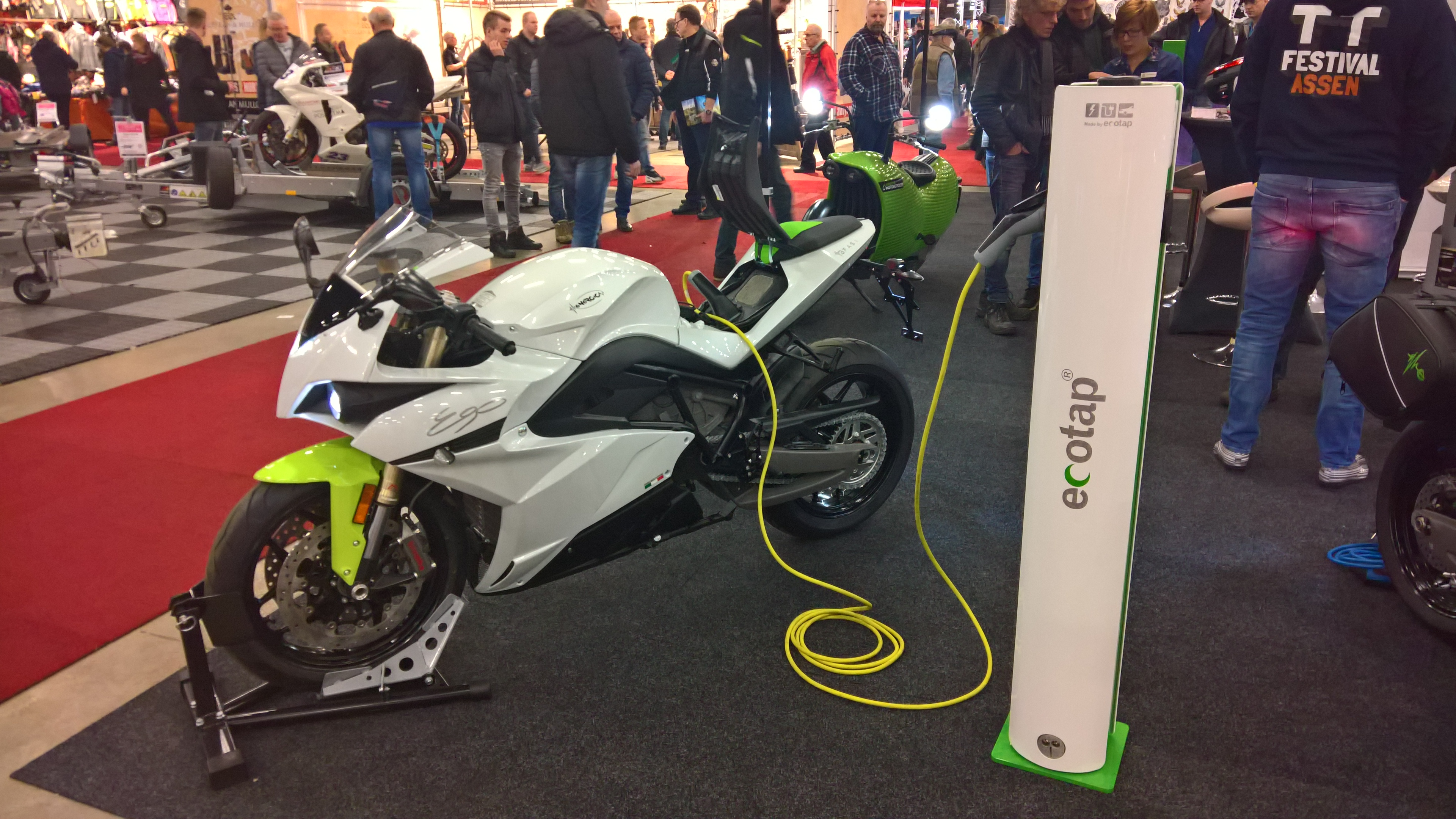
Energica Ego

Hasta el año 2022 utilizaron una especificación de motocicleta Ego Corsa, fabricada por Energica.
- Motor: Síncrono con imanes permanentes, refigerado por aceite.
- Potencia continua máxima: 120 kW (161 CV)
- Aceleración: 0–100 km/h en 2.8 segundos.
- Velocidad máxima: 270 km/h
- Par motor: 200 Nm de 0 a 5000 rpm
- Peso: 258 kg
- Acelerador: Ride-by-wire
- Batería: High Voltage Lithium Ion aprox. 20 kWh de capacidad
- Recarga: Carga rápida DC modo 4

### Ducati V21L
Desde el año 2022 utilizan una especificación de prototipo Ducati V21L, fabricada por Ducati.
- Motor: Síncrono con imanes permanentes de 18000 rpm con refrigeración líquida.
- Potencia continua máxima: 110 kW (150 CV)
- Aceleración: 0–100 km/h en 2.8 segundos.
- Velocidad máxima: 275 km/h
- Par motor: 140 Nm
- Peso: 225 kg
- Batería: 18 kWh de capacidad
- Recarga: Carga rápida DC modo 4 20 kW

A pesar de su menor potencia la moto es hasta 3 segundos más rápida en circuito que su predecesora gracias a la disminución de su masa en 35 kg.

## Temporada actual
La temporada 2025 del Campeonato del Mundo de MotoE (conocido oficialmente como Campeonato Mundial FIM Enel MotoE 2025 por motivos de patrocinio) sera la séptima temporada de dicha competición de motos eléctricas. Este campeonato forma parte de la 77.ª temporada del Campeonato del Mundo de Motociclismo.

## Palmarés
| Año                           | Primero               | Puntos                | Segundo               | Puntos                | Tercero               | Puntos                |
| Copa Mundial de MotoE         | Copa Mundial de MotoE | Copa Mundial de MotoE | Copa Mundial de MotoE | Copa Mundial de MotoE | Copa Mundial de MotoE | Copa Mundial de MotoE |
| ----------------------------- | --------------------- | --------------------- | --------------------- | --------------------- | --------------------- | --------------------- |
| 2019                          | Matteo Ferrari        | 99                    | Bradley Smith         | 88                    | Eric Granado          | 71                    |
| 2020                          | Jordi Torres          | 114                   | Matteo Ferrari        | 97                    | Dominique Aegerter    | 97                    |
| 2021                          | Jordi Torres          | 100                   | Dominique Aegerter    | 93                    | Matteo Ferrari        | 86                    |
| 2022                          | Dominique Aegerter    | 227                   | Eric Granado          | 192.5                 | Matteo Ferrari        | 162.5                 |
| Campeonato del Mundo de MotoE |                       |                       |                       |                       |                       |                       |
| 2023                          | Mattia Casadei        | 260                   | Jordi Torres          | 217                   | Matteo Ferrari        | 216                   |
| 2024                          | Héctor Garzó          | 246                   | Mattia Casadei        | 231                   | Óscar Gutiérrez       | 208                   |

### Mundial de equipos
| Año                           | Primero                    | Puntos                | Segundo                  | Puntos                | Tercero                           | Puntos                |
| Copa Mundial de MotoE         | Copa Mundial de MotoE      | Copa Mundial de MotoE | Copa Mundial de MotoE    | Copa Mundial de MotoE | Copa Mundial de MotoE             | Copa Mundial de MotoE |
| ----------------------------- | -------------------------- | --------------------- | ------------------------ | --------------------- | --------------------------------- | --------------------- |
| 2019                          | Avintia Esponsorama Racing | 129                   | Trentino Gresini MotoE   | 123                   | One Energy Racing                 | 88                    |
| 2020                          | Trentino Gresini MotoE     | 134                   | Pons Racing 40           | 114                   | Dynavolt Intact GP                | 97                    |
| 2021                          | Octo Pramac MotoE          | 127                   | LCR E-Team               | 117                   | Indonesian E-Racing Gresini MotoE | 115                   |
| 2022                          | LCR E-Team                 | 316.5                 | Dynavolt Intact GP MotoE | 227                   | Pons Racing 40                    | 227                   |
| Campeonato del Mundo de MotoE |                            |                       |                          |                       |                                   |                       |
| 2023                          | HP Pons Los40              | 410                   | Dynavolt Intact GP MotoE | 382                   | Felo Gresini MotoE                | 251                   |
| 2024                          | Dynavolt Intact GP MotoE   | 357                   | LCR E-Team               | 343                   | Openbank Aspar Team               | 343                   |

## Récords
El top-10 de los récords más notables conseguidos por pilotos de MotoE.
Actualizado tras el Gran Premio de San Marino de 2024. [cita requerida]
| Piloto             | Campeonatos |
| ------------------ | ----------- |
| Jordi Torres       | 2           |
| Matteo Ferrari     | 1           |
| Dominique Aegerter | 1           |
| Mattia Casadei     | 1           |
| Héctor Garzó       | 1           |

| Piloto             | Victorias |
| ------------------ | --------- |
| Eric Granado       | 11        |
| Matteo Ferrari     | 10        |
| Mattia Casadei     | 10        |
| Dominique Aegerter | 5         |
| Héctor Garzó       | 5         |
| Nicholas Spinelli  | 4         |
| Jordi Torres       | 3         |

| Piloto             | Podios |
| ------------------ | ------ |
| Mattia Casadei     | 23     |
| Matteo Ferrari     | 20     |
| Dominique Aegerter | 18     |
| Eric Granado       | 18     |
| Jordi Torres       | 14     |
| Héctor Garzó       | 9      |
| Miquel Pons        | 6      |

| Piloto             | Poles |
| ------------------ | ----- |
| Jordi Torres       | 9     |
| Eric Granado       | 8     |
| Matteo Ferrari     | 5     |
| Dominique Aegerter | 4     |
| Mattia Casadei     | 3     |
| Kevin Zannoni      | 2     |
| Niki Tuuli         | 1     |

| Piloto             | Vueltas rápidas |
| ------------------ | --------------- |
| Eric Granado       | 13              |
| Matteo Ferrari     | 6               |
| Héctor Garzó       | 6               |
| Mattia Casadei     | 5               |
| Dominique Aegerter | 4               |
| Niki Tuuli         | 3               |
| Jordi Torres       | 3               |